# Süßlippen
Süßlippen (Plectorhinchinae) sind eine Unterfamilie der Haemulidae aus der Ordnung der Doktorfischartigen (Acanthuriformes). Sie leben im Indischen Ozean, im westlichen Pazifik und im östlichen Atlantik.

## Merkmale
Es sind relativ große, 35 Zentimeter bis über einen Meter lang werdende Fische, mit großen Köpfen und großen, wulstigen Lippen. Ihre Zähne sind klein und konisch, Schlundzähne sind vorhanden. Die Schwanzflosse ist nur leicht eingekerbt oder abgerundet. Süßlippen sind oft auffällig gefärbt mit weißer und gelber Grund- und Flossenfarbe und gelben und schwarzen Längsstreifen und Punkten. Die Jungfische sind bei vielen Arten völlig anders gefärbt. 
Die Schwestergruppe der Süßlippen sind die Grunzer (Haemulinae), von denen sie sich durch eine längere Rückenflosse, mit 17 bis 26 Flossenstrahlen im weichstrahligen Teil, unterscheiden. 

## Lebensweise
Sie schwimmen mit charakteristischen Schlängelbewegungen, sind nachtaktiv und stehen tagsüber inaktiv unter Überhängen. Nachts machen sie sich auf der Suche nach ihrer aus bodenbewohnenden Wirbellosen bestehenden Nahrung.

## Gattungen und Arten
- Diagramma Oken, 1817

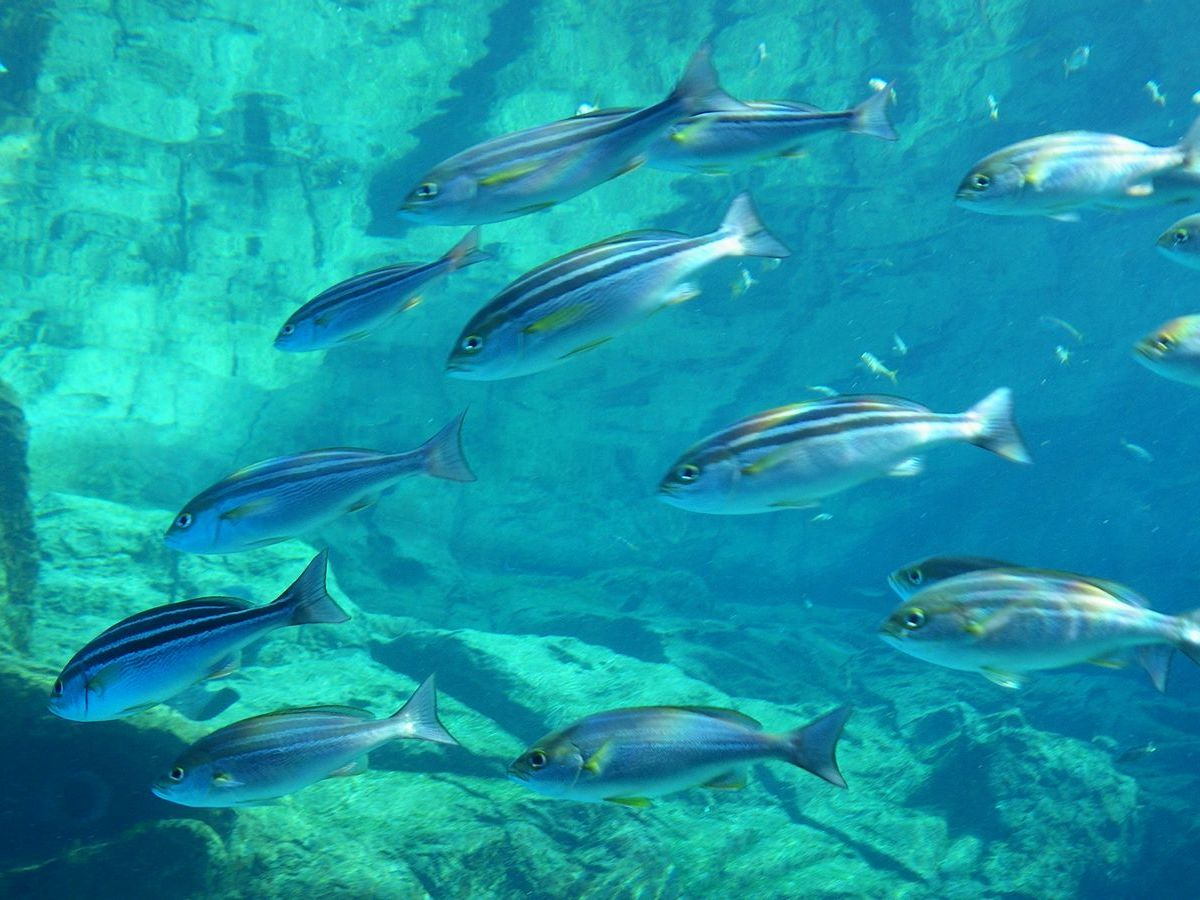
Parapristipoma trilineatum

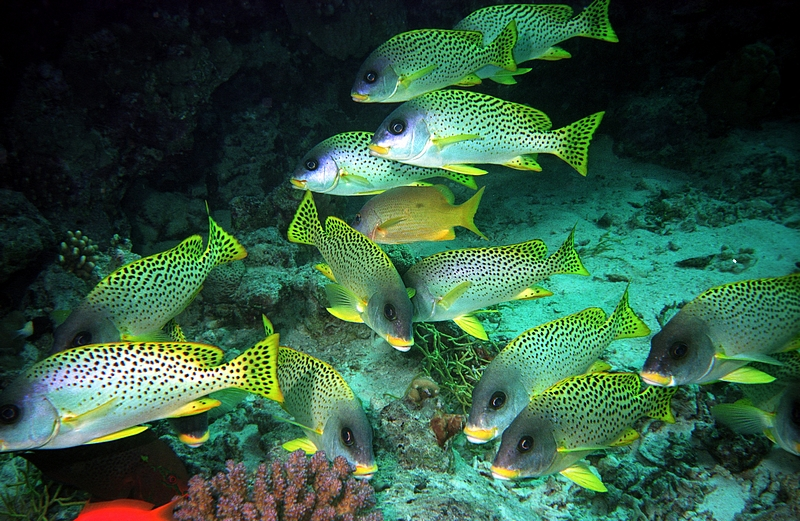
Schwarztupfen-Süßlippe (Plectorhinchus gaterinus)

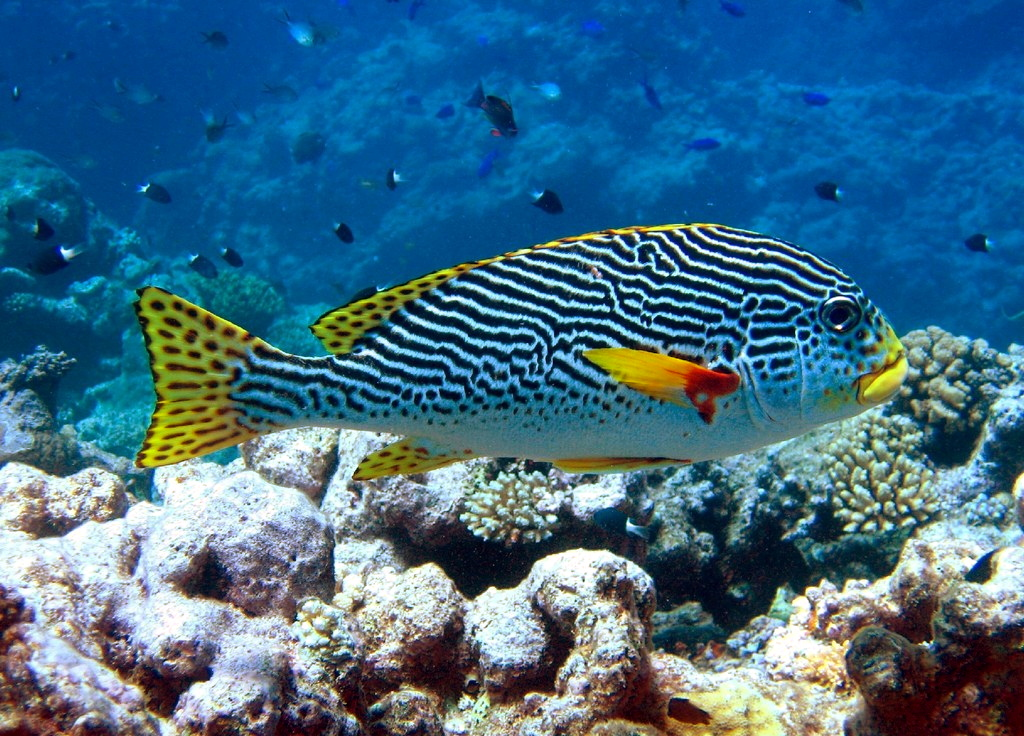
Plectorhinchus lineatus

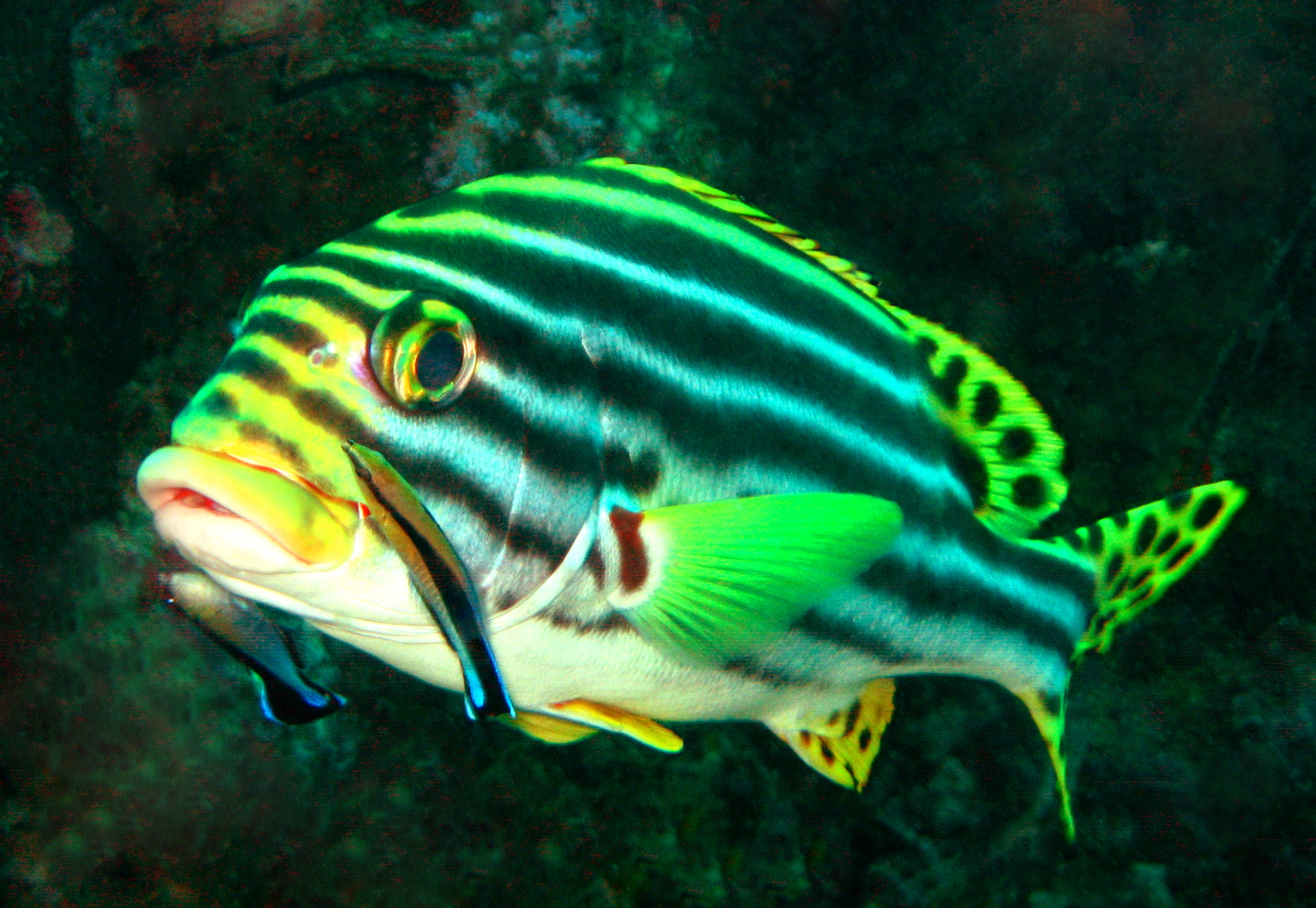
Orientalische Süßlippe (Plectorhinchus vittatus)

  - Diagramma melanacrum Johnson & Randall in Johnson, Randall & Chenoweth, 2001
  - Silber-Süßlippe (Diagramma pictum) (Thunberg, 1792)
- Parapristipoma Bleeker, 1873
  - Parapristipoma humile (Bowdich, 1825)
  - Parapristipoma macrops (Pellegrin, 1912)
  - Parapristipoma octolineatum (Valenciennes in Cuvier & Valenciennes, 1833)
  - Parapristipoma trilineatum (Thunberg, 1793)
- Plectorhinchus Lacepède, 1801
  - Riesen-Süßlippe (Plectorhinchus albovittatus) (Rüppell, 1838)
  - Celebes-Süßlippe (Plectorhinchus celebicus) Bleeker, 1873
  - Plectorhinchus ceylonensis (Smith, 1956)
  - Harlekin-Süßlippe (Plectorhinchus chaetodonoides) Lacepède, 1801
  - Plectorhinchus chrysotaenia (Bleeker, 1855)
  - Bronze-Süßlippe (Plectorhinchus chubbi) (Regan, 1919)
  - Sichel-Süßlippe (Plectorhinchus cinctus) (Temminck & Schlegel, 1843)
  - Plectorhinchus diagrammus (Linnaeus, 1758)
  - Orangetupfen-Süßlippe (Plectorhinchus flavomaculatus) (Cuvier in Cuvier & Valenciennes, 1830)
  - Schwarztupfen-Süßlippe (Plectorhinchus gaterinus) (Forsskål, 1775)
  - Gibbus-Süßlippe (Plectorhinchus gibbosus) (Lacepède, 1802)
  - Plectorhinchus goldmanni (Bleeker, 1853)
  - Plectorhinchus harrawayi (Smith, 1952)
  - Phantom-Süßlippe (Plectorhinchus lessonii) (Cuvier in Cuvier & Valenciennes, 1830)
  - Diagonal-Süßlippe (Plectorhinchus lineatus) (Linnaeus, 1758)
  - Plectorhinchus macrolepis (Boulenger, 1899)
  - Plectorhinchus macrospilus Satapoomin & Randall, 2000
  - Plectorhinchus mediterraneus (Guichenot, 1850)
  - Goldtupfen-Süßlippe (Plectorhinchus multivittatus) (Macleay, 1878)
  - Riesen-Süßlippe (Plectorhinchus obscurus) (Günther, 1872)
  - Plectorhinchus paulayi Steindachner, 1895
  - Schwarzweiße Süßlippe (Plectorhinchus pictus) (Tortonese, 1936)
  - Plectorhinchus picus (Cuvier in Cuvier & Valenciennes, 1830)
  - Gelbmaul-Süßlippe (Plectorhinchus plagiodesmus) Fowler, 1935
  - Weißband-Süßlippe (Plectorhinchus playfairi) (Pellegrin, 1914)
  - Goldstreifen-Süßlippe (Plectorhinchus polytaenia) (Bleeker, 1852)
  - Schotafs Süßlippe (Plectorhinchus schotaf) (Forsskål, 1775)
  - Schwarze Süßlippe (Plectorhinchus sordidus) (Klunzinger, 1870)
  - Plectorhinchus umbrinus (Klunzinger, 1870)
  - Plectorhinchus unicolor (Macleay, 1883)
  - Orientalische Süßlippe (Plectorhinchus vittatus) (Linnaeus, 1758)